# 進士晴舎
進士 晴舎（しんじ はるいえ）は、戦国時代の武将。室町幕府の奉公衆・申次衆などを務めた。
足利義晴、足利義輝の2代に仕えた。「晴」の字は義晴からの偏諱である。

## 生涯
『大舘常興日記』天文9年（1540年）3月30日条などによると、父・進士国秀は前年に奉公衆の諏訪長俊と所領を争った落とし前として剃髪し、その代わりとして息子の晴舎が奉公衆に参加したという。
『大舘常興日記』天文10年（1541年）10月3日条には、五番衆として進士長門守澄胤、進士新次郎晴舎の名前が見える。
永禄8年5月19日（1565年6月17日）の永禄の変では、三好三人衆（三好長逸、三好宗渭、岩成友通）らは清水寺参詣を名目に約1万の軍勢を結集して二条御所に押し寄せ、将軍・足利義輝に「訴訟（要求）あり」と取次を求めた。そのため、申次の晴舎は訴状を受け取り、その取次に往復したが、三好勢がその間に御所に侵入して攻撃を開始した。
そして、死を覚悟した義輝が最後の酒宴を行うと、晴舎は敵の侵入を許したことを詫びて、その御前で切腹した。ただし、晴舎は三好氏・松永氏との取次役であり、交渉決裂の責任を取ったとも、彼が自害したことで三好方から交渉決裂・手切とみなされて攻撃が開始されたとも考えられる。